# Vaira Vīķe-Freiberga

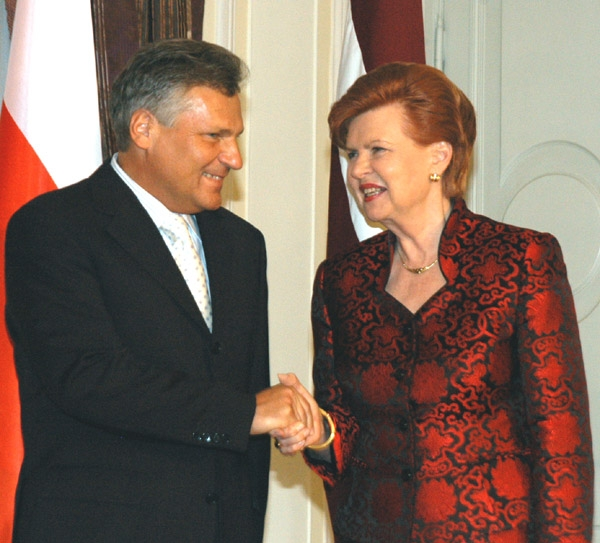
Vaira Vīķe-Freiberga i prezydent RP Aleksander Kwaśniewski (2005)

Vaira Vīķe-Freiberga (ur. 1 grudnia 1937 w Rydze) – łotewska polityk, psycholog i nauczycielka akademicka, w latach 1999–2007 prezydent Łotwy.

## Życiorys
Urodzona w Rydze jako Vaira Vīķe. Jej ojciec Kārlis Vīķis był marynarzem, zginął kilka tygodni po narodzinach córki. Matka Annemarija Vīķe (z domu Raņķe) związała się z Edgarsem Hermanovičsem. Pod koniec II wojny światowej rodzina uciekła przed sowietami drogą morską do Niemiec. Vaira Vīķe wychowywała się w obozie dla uchodźców w Niemczech, następnie zaś uczęszczała do francuskiej szkoły w Maroku. Studiowała w Kanadzie na University of Toronto. Studia z psychologii kończyła w 1958, dwa lata później uzyskała magisterium w tej samej dziedzinie. Doktoryzowała się w zakresie psychologii eksperymentalnej w 1965 na McGill University. Jeszcze w trakcie studiów pracowała jako nauczycielka w szkole średniej i tłumaczka. Na początku lat 60. była zatrudniona jako psycholog w szpitalu psychiatrycznym w Toronto.
W 1965 została zatrudniona na Uniwersytecie Montrealskim, została profesorem psychologii na tej uczelni, odchodząc z niej w 1998 na emeryturę. Publikowała prace naukowe poświęcone swojej dziedzinie, zajmowała się również folklorem oraz poezją i semiotyką łotewskich pieśni. Działała w różnych organizacjach społecznych i naukowych. Była m.in. prezesem Canadian Psychological Association (1980–1981), członkiem rzeczywistym Royal Society of Canada oraz członkinią Science Council of Canada, rządowej rady naukowej. W 1990 została członkiem zagranicznym Łotewskiej Akademii Nauk, w 1999 uzyskała status członka tej instytucji. Pod koniec lat 90. powróciła na stałe na Łotwę. Jesienią 1998 została mianowana przez premiera dyrektorem nowo utworzonego Instytutu Łotewskiego w Rydze.
17 czerwca 1999 została wybrana przez Sejm na urząd prezydenta Łotwy. W decydującym głosowaniu poparło ją 53 deputowanych. Została pierwszą kobietą pełniącą funkcję prezydenta w państwach Europy Wschodniej, a także drugim prezydentem państw bałtyckich wywodzącym się ze środowisk emigracyjnych. 20 czerwca 2003 parlament wybrał ją na kolejną czteroletnią kadencję – otrzymała wówczas 88 głosów spośród 96 oddanych. Urząd prezydenta sprawowała do 7 lipca 2007.
Po zakończeniu drugiej kadencji pozostała aktywna w życiu publicznym. Wraz z mężem założyła firmę VVF Consulting zajmującą się doradztwem w dziedzinie stosunków międzynarodowych, dyplomacji oraz nauk politycznych. Została m.in. członkinią Council of Women World Leaders, prezesem Klubu Madryckiego, wiceprzewodniczącą tzw. grupy mędrców, think tanku doradzającego Unii Europejskiej. W 2005 została specjalnym wysłannikiem sekretarza generalnego Organizacji Narodów Zjednoczonych do spraw reform. W następnym roku była oficjalnym kandydatem krajów bałtyckich na urząd sekretarza generalnego ONZ.
Od 1960 zamężna z Imantsem Freibergsem, profesorem informatyki na Université du Québec à Montréal. Ma syna Kārlisa Robertsa (ur. 1963) i córkę Indrę Karolīne (ur. 1967).

## Odznaczenia
- Krzyż Wielki Orderu Westharda (2007, Łotwa)
- Krzyż Wielki Orderu Trzech Gwiazd (1999, Łotwa)
- Wielka Wstęga Orderu Leopolda (2007, Belgia)
- Order Stara Płanina (2003, Bułgaria)
- Wielki Łańcuch Orderu Makariosa III (2007, Cypr)
- Order Gwiazdy Białej I klasy (2005, Estonia)
- Order Krzyża Ziemi Maryjnej I klasy (2000, Estonia)
- Krzyż Wielki Orderu Białej Róży Finlandii (2001, Finlandia)
- Krzyż Wielki Legii Honorowej (2001, Francja)
- Krzyż Wielki Orderu Zbawiciela (2000, Grecja)
- Łańcuch Orderu Izabeli Katolickiej (2004, Hiszpania)
- Krzyż Wielki Orderu Lwa Niderlandzkiego (2006, Holandia)
- Order Chryzantemy (2007, Japonia)
- Ordre national du Québec II klasy (2006, Quebec)
- Wielki Krzyż ze Złotym Łańcuchem Orderu Witolda Wielkiego (2001, Litwa)
- Krzyż Wielki Orderu Zasługi Adolfa Nassauskiego (2006, Luksemburg)
- Wielka Wstęga Orderu Narodowego Zasługi (2004, Malta)
- Stopień Specjalny Krzyża Wielkiego Orderu Zasługi Republiki Federalnej Niemiec (2003, Niemcy)
- Krzyż Wielki Orderu Świętego Olafa (2000, Norwegia)
- Order Orła Białego (2003, Polska)[9]
- Krzyż Wielki Orderu Zasługi Rzeczypospolitej Polskiej (2005, Polska)[10]
- Wielki Łańcuch Orderu Infanta Henryka (2003, Portugalia)[11]
- Order Świętej Równej Apostołom Wielkiej Księżnej Olgi I klasy (2006, Rosyjski Kościół Prawosławny)
- Krzyż Wielki Orderu Gwiazdy Rumunii (2001, Rumunia)
- Order Podwójnego Białego Krzyża I klasy (2005, Słowacja)
- Złoty Order Wolności Republiki Słowenii (2002, Słowenia)
- Order Królewski Serafinów (2005, Szwecja)
- Order Księcia Jarosława Mądrego I klasy (2006, Ukraina)
- Krzyż Wielki z Łańcuchem Orderu Zasługi (2001, Węgry)[12]
- Krzyż Wielki Orderu Łaźni (2006, Wielka Brytania)
- Kawaler Krzyża Wielkiego Udekorowany Wielką Wstęgą Orderu Zasługi Republiki Włoskiej (2004, Włochy)
- Medal Rady Bałtyckiej (2006, Rada Bałtycka)[13]